# ФК Аделејд јунајтед
ФК Аделејд јунајтед (енгл. Adelaide United Football Club) је аустралијски фудбалски клуб из Аделејда. Клуб је основан 2003. године и игра на стадиону Хиндмарш који има капацитет од 16.500 места. У А Лиги, клуб је остварио најбољи пласман освојивши друго место у сезони 2006/07. Једини је клуб из Аустралије који има више од једног наступа у Азијској Лиги првака, али до сада још нису освојили то првенство. У краткој, али богатој, историји клуба најпознатији играч је, дефинитивно, бразилски нападач, Ромарио.

## Титуле
- Премијершип А Лиге:
  - Победници (2): 2005/06, 2015/16.
  - Друго место (1): 2006/07, 2008/09.
- А Лига:
  - Победници (1): 2015/16.
  - Друго место (1): 2006/07.
- Предсезонски куп А Лиге
  - Победници (2): 2006, 2007.